# The God That Never Was
The God That Never Was sedmi je studijski album švedskog death metal sastava Dismember. Diskografska kuća Candlelight Records objavila ga je 7. ožujka 2006. Za pjesmu "Trail of the Dead" snimljen je i spot.

## Popis pjesama
| 1.    | »The God That Never Was«                          | 2:08 |
| 2.    | »Shadows of the Mutilated«                        | 3:26 |
| 3.    | »Time Heals Nothing«                              | 3:39 |
| 4.    | »Autopsy«                                         | 3:39 |
| 5.    | »Never Forget, Never Forgive«                     | 1:43 |
| 6.    | »Trail of the Dead«                               | 3:13 |
| 7.    | »Phantoms (of the Oath)« (instrumentalna skladba) | 3:55 |
| 8.    | »Into the Temple of Humiliation«                  | 4:08 |
| 9.    | »Blood for Paradise«                              | 2:19 |
| 10.   | »Feel the Darkness«                               | 3:39 |
| 11.   | »Where No Ghost Is Holy«                          | 3:40 |
| 35:29 |                                                   |      |

## Zasluge
Dismember
- Matti Kärki – vokal
- David Blomqvist – gitara, bas-gitara
- Martin Persson – gitara, bas-gitara
- Fred Estby – bubnjevi, produkcija, inženjer zvuka, miks

Dodatni glazbenici
- Peter Wendin – glazbeni efekti

Ostalo osoblje
- Peter in de Betou – mastering
- Janne Wibeck – inženjer zvuka (asistent)
- Carl-André Beckston – grafički dizajn
- Shelley Jambresic – fotografije
- Dan Seagrave – naslovnica albuma